# The Absence (Melody Gardot)
The Absence è il terzo album discografico in studio della cantautrice jazz statunitense Melody Gardot, pubblicato nel 2012 che arriva in prima posizione nella classifica Jazz Albums e nella VG-lista per due settimane, terza nella Syndicat national de l'édition phonographique e nella Sverigetopplistan, sesta in Grecia, nona nella Germany Albums, decima in Svizzera ed Austria e disco d'oro in Polonia.

## L'album
Uscito a distanza di tre anni da My One and Only Thrill, grazie al quale Melody Gardot è riuscita a farsi conoscere dal grande pubblico, The Absence segna una prima parziale svolta rispetto ai primi due lavori della cantante.
Se questi erano principalmente improntati sul jazz e sul soul, il terzo lavoro si muove su suoni più pertinenti all'America Latina, dove la Gardot ha soggiornato nei due anni precedenti alla release dell'album. Sono infatti utilizzati strumenti musicali tipici della zona e sonorità etniche che rimandano alla Bossa Nova.
L'album è stato preceduto dal singolo Mira, il cui video è ambientato nelle strade di Rio de Janeiro. Il disco è uscito in versione standard e in una preziosa deluxe con un packaging cartonato, il DVD del making of e una cover de La Vie en rose incisa dalla cantautrice per la campagna pubblicitaria francese di Piaget.

## Tracce
Testi e musiche di Melody Gardot tranne dove indicato.
1. Mira – 4:16
2. Amalia (Phil Roy, Gardot, Heitor Pereira) – 3:03
3. So Long – 3:50
4. So We Meet Again My Heartache – 4:32
5. Lisboa – 5:27
6. Impossible Love – 3:49
7. If I Tell You I Love You – 3:33
8. Goodbye (Jesse Harris, Gardot) – 3:38
9. Se Você Me Ama (Gardot, Pereira) – 4:56
10. My Heart Won't Have It Any Other Way – 2:34
11. Iemanja (contiene la traccia nascosta Chegue Journeyman) – 18:13
12. La Vie en rose – 5:16